# كينجدوم
كينغدوم (بالإنجليزية: Kingdom) هي لعبة محاكاة لبناء مملكة تم تطويرها من قبل توماس بيردج وماركو بانكال مع دعم من الناشر راو فيوري جيمز. تم نشر اللعبة بتاريخ 21 أكتوبر 2015 على منصة مايكروسوفت ويندوز، والماك، واللينكس، ومن المخطط نشر اللعبة لـلإكس بوكس ون في 2016.وتم التخطيط لنشر اللعبة في الهواتف الذكية ولكن لم يتم الإعلان عنه حتى الآن. اللعبة حالياً في توسع للإصدار القادم وهو Kingdom: New Lands، ومن المتوقع إصداره في أغسطس من عام 2016.
نمط لعب اللعبة مبني على تصميم ثنائي الأبعاد مرسوم بتقنية البكسل آرت؛ يتحكم اللاعب بملك أو ملكة تمتطي حصاناً إلى الأمام أو الخلف، يجمع عن طريقها عملات معدنية وباستخدام هذه العملات المعدنية عن طريق صرفها على موارد مختلفة، كتوظيف جنود وعمال حدادة، أو بناء الدفاعات ضد مخلوقات يمكنها مهاجمة أو سرقة تاج الملك أو الملكة والذي عندها ستكون نهاية اللعبة، وكذلك توسعة المملكة. اللاعب يملك القليل من التحكم المباشر باللعبة ولكن مع ذلك فإنه بحاجة إلى التخطيط واستخدام العملات المعدنية التي يجمعها بطريقة حكيمة.
اللعبة حصدت بشكل عام العديد من التقييمات الإيجابية، مادحةً رسومات وموسيقى اللعبة، ووصلت إلى حد أنه يتطلب من اللاعب معرفة ماذا يفعل بالاستناد على هذه الموارد.

## نمط اللعب
نمط اللعبة مبني على تصميم ثنائي الأبعاد مرسوم بتقنية البكسل آرت، مع هدف بناء وإنشاء مملكة بينما تحاول النجاة من مختلف الأعداء الذين سيحاولون الإستيلاء على تاج شخصية اللعبة، حينها ستكون نهاية حكم اللاعب وانتهاء اللعبة. يبدأ اللاعب مع ملك أو ملكة راكبين على حصان. اللاعب يستطيع تحريك الشخصية على الحصان إلى اليمين أو الشمال مع إمكانية جعل الحصان يعدو، مع تحرك الشخصية لمعالم اللعبة سيجد بضعاً من القطع النقدية، والتي يستطيع اللاعب التقاطها عن طريق المشي بمحاذاتها وصرفها على مختلف الموارد، والتي ستكون موضحة في خانة النقود في كل مرة يمر فيها اللاعب قريباً منها.
أحد الموارد التي يستطيع اللاعب الصرف عليها هي التجار الرحل الذين يتجوبون أرض اللعبة، إعطائهم بعض العملات المعدنية سيساعد مملكتك على توفير الموارد اللازمة للدفاع والصيد كالأدوات والأسلحة. مع تجميع اللاعب موارد أكثر، ستنفتح له العديد من الخيارات لصرف العملات المعدنية، على سبيل المثال، حالل ما يحصل اللاعب على مواطن حداد، فإنه يستطيع بناء الجدران الدفاعية ضد الأعداء، والعديد غيرها متضمنةً التوسع في المملكة والتطوير على المباني.

## وصلات خارجية
- موقع اللعبة الرسمي.